# Stelis hamiltonii
Stelis hamiltonii är en orkidéart som först beskrevs av Carlyle August Luer, och fick sitt nu gällande namn av Alec M. Pridgeon och Mark W. Chase. Stelis hamiltonii ingår i släktet Stelis och familjen orkidéer. Inga underarter finns listade i Catalogue of Life.